# Charakterystyka impulsowa

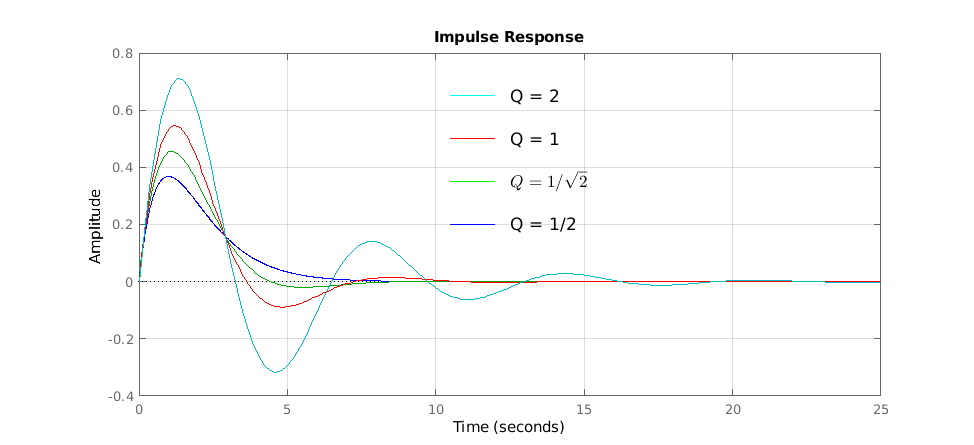
Przykłady charakterystyki impulsowej.

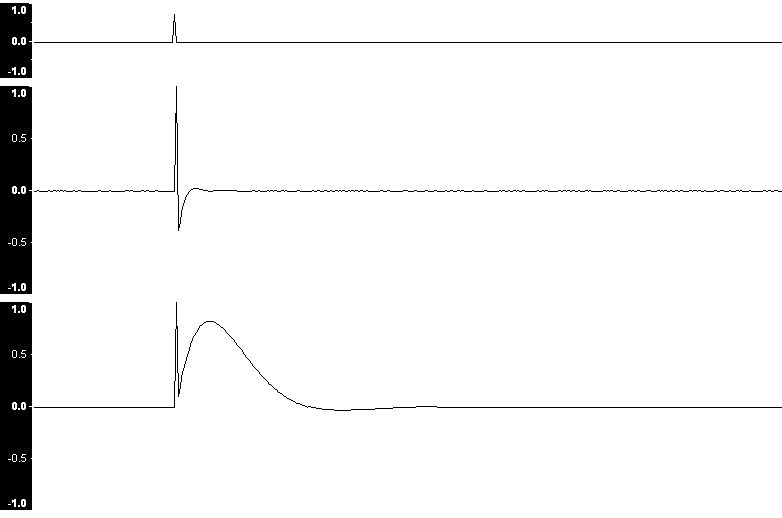
Odpowiedź impulsowa prostego systemu audio. Pokazuje, od góry do dołu, oryginalny impuls, odpowiedź po wzmocnieniu wysokich częstotliwości i odpowiedź po wzmocnieniu niskich częstotliwości.

Charakterystyka impulsowa, odpowiedź impulsowa, funkcja odpowiedzi impulsowej {\displaystyle g(t)} – charakterystyka czasowa, która wraz z charakterystyką skokową oraz charakterystykami częstotliwościowymi stanowi podstawowy opis działania układu regulacji.
Charakterystyka impulsowa to odpowiedź układu liniowego na wymuszenie w postaci bardzo wąskiego i bardzo wysokiego impulsu o powierzchni jednostkowej, który można uznać, w przypadku układów ciągłych, za przybliżenie delty Diraca {\displaystyle \delta (t)} – przy zerowych warunkach początkowych. W przypadku układów dyskretnych impulsem tym jest impuls Kroneckera.
Po podaniu impulsu otrzymuje się:
{\displaystyle Y(s)\approx G(s)\cdot 1,}
gdzie {\displaystyle Y(s)} jest transmitancją sygnału na wyjściu z obiektu opisanego transmitancją {\displaystyle G(s),} oraz
{\displaystyle y(t)\approx {\mathcal {L}}^{-1}\left\{G(s)\right\}=g(t),}
gdzie:
{\displaystyle g(t)} – charakterystyka impulsowa,
{\displaystyle {\mathcal {L}}^{-1}} – odwrotna transformata Laplace’a.
Znajomość odpowiedzi impulsowej pozwala przewidzieć odpowiedź układu na każde inne pobudzenie. Odpowiedź układu na dowolne pobudzenie jest bowiem splotem sygnału pobudzającego oraz odpowiedzi impulsowej układu (zob. też macierz przejścia). Analiza funkcji tej odpowiedzi pozwala na określenie cech układu, w szczególności na określenie czy mamy do czynienia z układem o skończonej, czy nieskończonej odpowiedzi impulsowej.
Dla układu opisanego równaniami stanu, w których {\displaystyle t_{0}=C,} a równanie wyjścia dane jest następująco:
{\displaystyle y(t)={\mathcal {L}}^{T}x(t),}
odpowiedź na wymuszenie dana jest wzorem:
{\displaystyle y_{\delta }(t)=\int _{0}^{t}{{\mathcal {L}}^{T}e^{A(t-\tau )}B\delta (\tau )d\tau }={\mathcal {L}}^{T}e^{At}B.}
Uogólnieniem odpowiedzi impulsowej na układy wielowymiarowe jest macierz odpowiedzi impulsowych. Dla układu wielowymiarowego opisanego równaniami stanu, w których {\displaystyle t_{0}=\mathbf {C} ,} a równanie wyjścia dane jest następująco:
{\displaystyle \mathbf {y} (t)=\mathbf {C} \mathbf {x} (t),}
wymuszenie dane jest wzorem:
{\displaystyle \mathbf {y} _{\delta }(t)=\int _{0}^{t}{\mathbf {K} (t-\tau )\mathbf {u} (\tau )d\tau },}
gdzie macierz odpowiedzi impulsowych:
{\displaystyle \mathbf {K} (t)=\mathbf {C} e^{\mathbf {A} t}\mathbf {B} .}
Powyższy wzór na odpowiedź wymuszoną układu wielowymiarowego stanowi uogólnienie całki splotowej i może też być zapisany jako:
{\displaystyle \mathbf {y} =\mathbf {K} \mathbf {u} .}
Macierz odpowiedzi impulsowych, jak również odpowiedź impulsowa, nie zależy od wyboru stanu układu. Nie ulega ona więc zmianie przy przekształceniach tego stanu.
PrzykładW akustyce często wyznacza się odpowiedź impulsową pomieszczenia (np. kościoła) poprzez nagranie w nim krótkiego impulsu dźwiękowego (np. strzału z pistoletu). Pozwala to później na przetwarzanie innych nagrań (splatanie ich z odpowiedzią impulsową pomieszczenia) i w rezultacie otrzymanie takiego efektu, jakby zostały one nagrane w tym właśnie pomieszczeniu.